# HD 214665
HD 214665 è una stella doppia della costellazione della Lucertola, situata nella parte settentrionale della costellazione, a soli 7 primi in Declinazione dal confine con la costellazione di Cefeo.
È anche una stella doppia, nota come HJ 1796; la sua compagna è di magnitudine 10,8, classe spettrale M4, separata dalla primaria da 29,5-30,9 secondi d'arco, con un angolo di posizione di 10-11°, misurazioni effettuate in 4 osservazioni fra il 1902 e il 1958.
È anche una variabile cefeide sospetta, designata come V416 Lac e NSV 14260, con piccole oscillazioni di magnitudine.

## Caratteristiche
La componente principale è una gigante rossa di classe spettrale M4 III, con una temperatura superficiale di 2900 gradi K e una massa pari a 1,2 masse solari. La stella possiede una magnitudine apparente di +5,11, quindi visibile ad occhio nudo solo in notte buie. Il sistema è distante 429 anni luce..